# Grill domèstic
El grill domèstic(Acheta domesticus), antigament conegut amb el basiònim de Gryllus domesticus, és una espècie d'ortòpter de la família Gryllidaeque va ser descrit per Carl von Linné l'any 1758.
És originari del sud-est asiàtic i d'àrees àrides del nord d'Àfrica tot i que posteriorment, durant el segle xviii, es va estendre per Europa i Amèrica del Nord. Per tant, sobretot degut al desplaçament dels humans, l'espècie s'ha anat estenent arreu del món.
A Àsia els grills són considerats com a símbol de bona sort i per això els tenen com a mascotes en alguns països com a la Xina. Al Brasil també han tingut gran importància en el folclore i la mitologia; per exemple, s'ha interpretat el seu cant com a senyal de pluja o de guanys econòmics.
Pel que fa a la seva morfologia, el grill té color groguenc i diferències entre mascles i femelles, és a dir, presenta dimorfisme sexual. Una altra característica anatòmica destacable, entre d'altres característiques del grup dels artròpodes, és el fet de tenir un exoesquelet de quitina. És un insecte hemimetàbol i ectoterm. En termes genètics té gran part dels seus gens codificats pel genoma mitocondrial i el seu genoma de referència conté un baix percentatge de guanina i citosina.
Té moltes propietats i diferents aplicacions i és una de les espècies de grills més consumides a escala global junt amb Brachytrupes membranaceus, Gryllus similis, Gryllus bimaculatus i Gryllotalpa orientalis. El consum i comercialització d'aquests insectes ve regulat pel reglament 2015/ 2283 relatiu als Nous aliments, actualitzat en febrer de l'any 2022. A nivell nutricional Acheta domesticus destaca per la gran quantitat de proteïnes que presenta a més de lípids i fibres, entre d'altres elements. S'han establert granges d'aquest grill en diferents països per a les quals la FAO descriu una guia de bones pràctiques atenent aspectes com les característiques que han de tenir les instal·lacions o com ha de processar-se o distribuir-se el producte que s'obté a partir de la matèria primera que en aquest cas és el mateix grill. D'altra banda, tant la Global Cricket Corporation com el Codex Alimentarius n'estableixen les etapes clau en el processament i les anàlisis de possibles perills, és a dir l'Anàlisi de Perills i Punts de Control Crítics (APPCC) per tal d'eliminar qualsevol possible risc per al consumidor, com ara algunes toxines o determinades espècies microbianes, entre d'altres. A més, l'IPIFF (International Platform of Insects for Food and Feed) aporta també una guia de bones pràctiques i higiene en el processat de productes derivats del grill i considera les malalties i plagues que poden afectar aquest insecte en l'etapa de processament, com ara les causades per algunes espècies víriques, fúngiques, bacterianes o, fins i tot, per àcars.
Finalment, a part de l'ús en alimentació, aquesta espècie presenta altres utilitats en camps molt diversos com la medicina, la indústria i també la cosmètica.

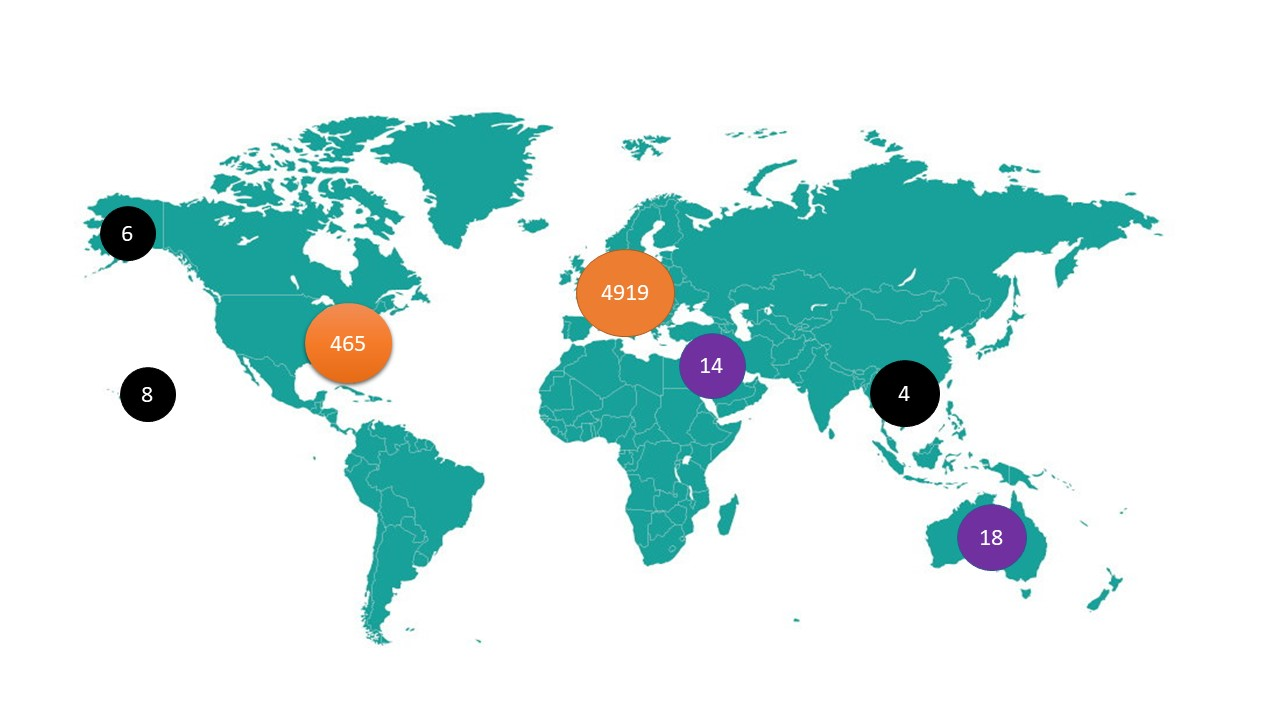
Mapa de distribució dels diferents casos trobats al món d'Acheta domesticus. Elaborada a partir del mapa de lEncyclopedia of life

## Descripció: morfologia

### Morfologia i anatomia

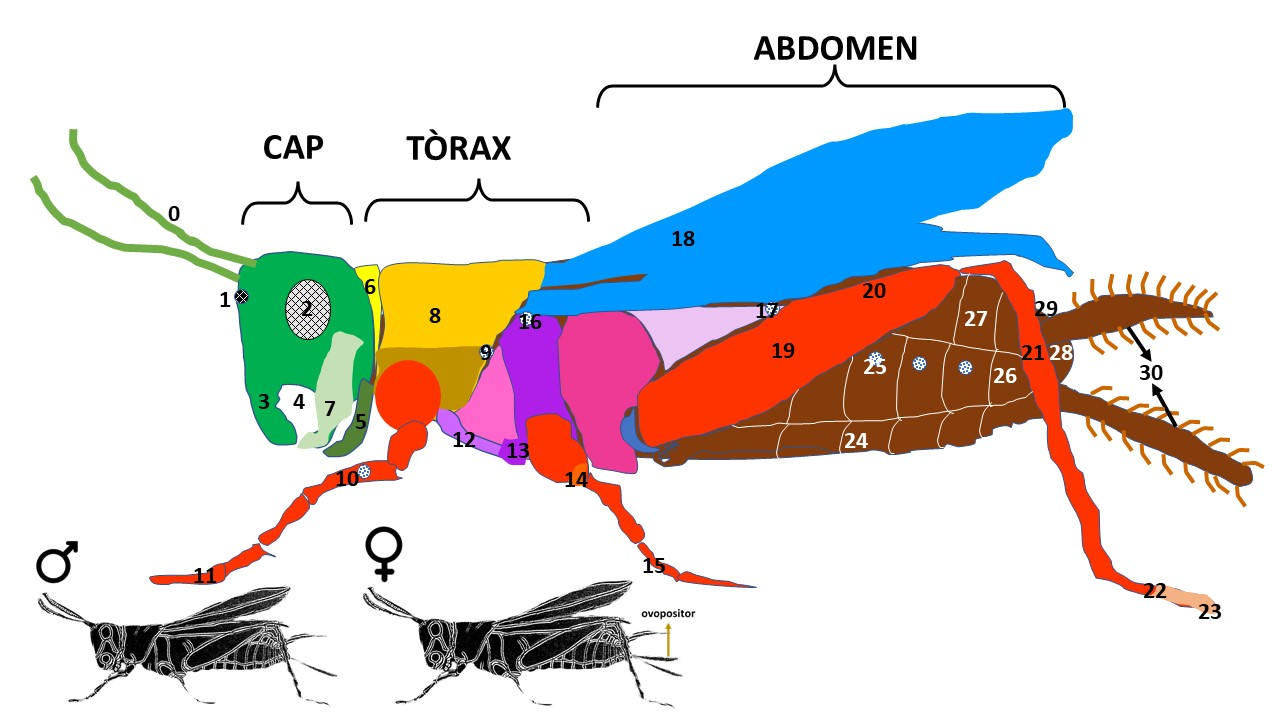
La imatge mostra les parts de l'anatomia del grill domèstic. Els números corresponen a les següents parts: 0. antenes, 1. ocel, 2. ull compost, 3.labre, 4. mandíbula, 5.palp labial, 6. càpsula del cap, 7.palp maxil·lar, 8.pronocte, 9. espiracle mesotoràcic, 10. timpà, 11.potes davanteres, 12.mesosternita, 13. metasternita, 14.trocànter, 15. potes mitjanes, 16.espiracle metatoràcic, 17.espiracle abdominal, 18.ales, 19.fèmur, 20. potes posteriors, 21. tibia, 22.tarsòmer, 23.urpes tarsals, 24.esternita, 25.espiracle abdominal, 26.pleurita, 27.tergita, 28.paraprocte, 29.epiprocte, 30.cercs. A sota es poden veure les diferències anatòmiques entre mascles i femelles.

Aquest grill presenta típicament una pigmentació entre groguenca i marronosa, i mesura entre 16 i 21 mm de llargària. El cap presenta tres bandes transversals fosques, dos a la part superior i una entre les antenes, les quals poden assolir la longitud del cos. L'espècie presenta dimorfisme sexual, els mascles són més petits en mida que les femelles. Mentre que l'abdomen dels mascles finalitza en dos apèndixs, les femelles en tenen un tercer (oviscapte o ovopositor), a través del qual ponen els ous. Aquest tercer apèndix mesura uns 12 mm i pot arribar als 20 mm. Els individus joves s'assemblen als adults però són més petits i no tenen ales. A més, els adults presenten un major contingut de quitina en el seu exoesquelet, fet que els fa menys digeribles a efectes de consum.
Aquests grills, així com altres insectes ortòpters, són capaços de sentir el flux de l'aire gràcies a les cercs, un parell d'apèndixs localitzats a la zona abdominal semblants a les antenes. Cada cerc presenta pèls mecanosensorials filamentosos (de 500 a 750). El moviment d'aquests cercs, així com la seva distribució, està molt estereotipat, i aquests sistemes han estat estudiats molt a fons. No obstant això, no n'hi ha estudis publicats i, fins al moment tan sols se'n troben hipòtesis no comprovades.
Observant diferents aspectes de la seva anatomia, en l'aspecte circulatori, disposen d'un sistema obert per on circula l'hemolimfa, com a la resta d'insectes. Aquest sistema conté un cor dorsal que bombeja l'hemolimfa a la cavitat central del cos, connectant amb els òrgans interns i els teixits. També existeixen cors auxiliars, com el descrit en l'ovopositor d'aquesta espècie. Pel que fa al seu sistema immunitari, s'ha vist que disposen tant d'una immunitat innata com d'immunitat adaptativa. L'edat, el sexe i l'etapa de desenvolupament poden influenciar-hi.
S'ha vist que un dels factors que permet l'activació de les defenses de l'organisme és l'enzim fenol oxidasa. Molts microorganismes són sensibles a la reacció en cascada que és causada pel precursor d'aquest enzim. A més, aquest pot unir-se a les superfícies bacterianes i facilitar-ne l'adhesió dels hemòcits.

## Cicle vital

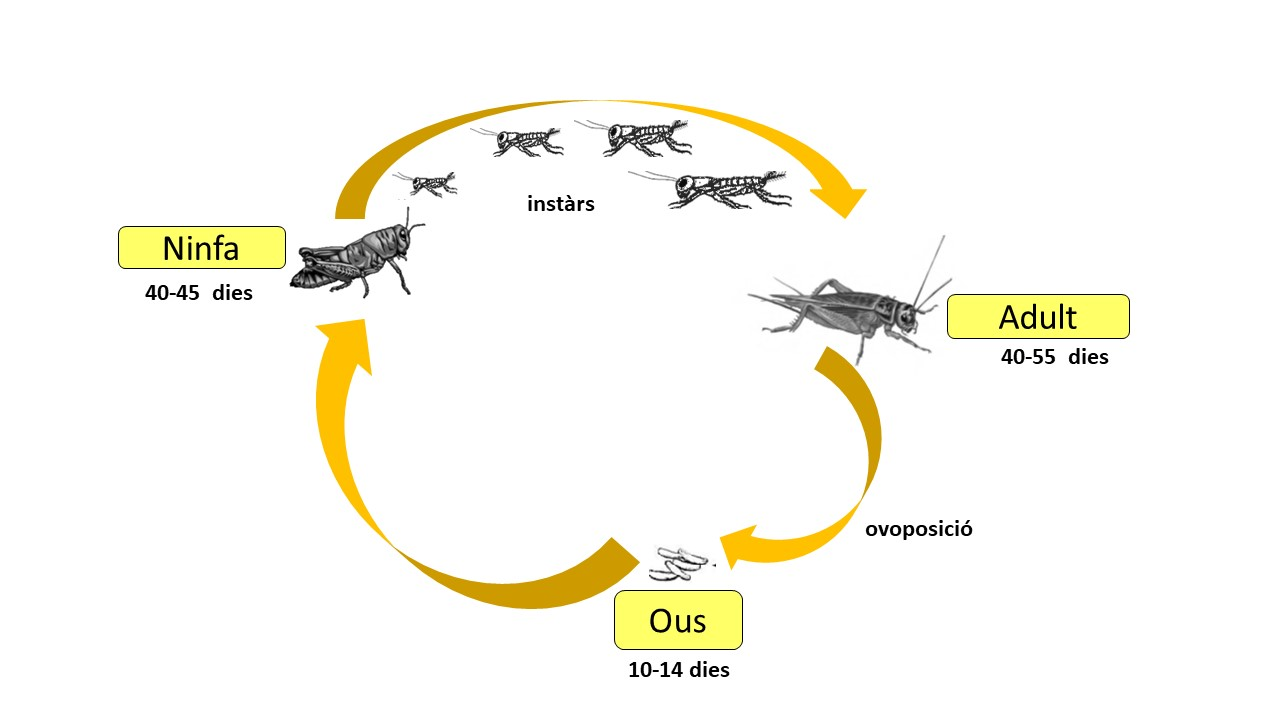
Fases del cicle vital del grill domèstic i durada de cadascuna.

El seu cicle vital, com en la resta d'ortòpters, és hemimetàbol. Consisteix en tres fases diferenciades: els ous, la fase de nimfa i l'estadi adult. Triguen dos o tres mesos en completar-lo. Els ous són ovalats, de color crema i mesuren de 2 a 3 mm de llarg. Una femella pot tenir entre 200 i 300 cries al llarg de la seva vida. Calen entre 10 i 14 dies perquè aquests eclosionin i donin lloc a les nimfes. En un primer moment, les nimfes són blanques i, en el cas de les femelles, a diferència dels adults, no tenen ales ni ovopositor. Aquestes han de mudar la coberta entre vuit i deu vegades, i poden tenir diferents estadis de desenvolupament o instàrs. Un cop les nimfes esdevenen adultes, passats entre 40 i 45 dies, comencen a créixer les ales. Aquestes estaran completament desenvolupades quan arribin a la maduresa, així com l’ ovopositor en les femelles, que permetrà l’aparellament amb els mascles. En l'ovopositor té lloc l'ovoposició, procés que ve regulat pels alts nivells de GMPc, molècula que duu el mascle a la glàndula reproductora i que transmet a la femella. A més, també intervenen les prostaglandines E i F, motiu pel qual també allibera l'enzim prostaglandina sintetasa a la femella durant l'aparellament. L'esperança de vida dels adults es troba entre 40 i 55 dies.
Els mascles adults, sexualment madurs es reconeixen pel so característic que prové del fregament de les ales. És interessant el fet que els insectes amb el timpà oclusor són capaços de produir major dispersió de l'espectre de freqüència de so que no pas els grills amb funcionament normal.

## Ecologia
En termes metabòlics és un animal ectoterm, per tant, aquest i el seu desenvolupament depenen de la temperatura ambiental. S'ha vist que factors, com l'òxid de grafè, poden afectar-ne les cèl·lules, l'estabilitat del DNA, la generació d'espècies reactives d'oxigen i el potencial reproductiu d'aquesta espècie. La seva distribució és ubiqua i es pot trobar en hàbitats molt diversos, principalment en espais amb herba com prats, pastures, camps o boscos. Són animals omnívors. S'alimenten principalment de fulles, tiges, fruites i verdures i també d'alguns insectes.
Pel que fa a les relacions ecològiques, el grill domèstic és social, poc agressiu i exerceix un comportament de territorialitat en presència d'altres grills. En relació amb altres espècies, pot ser parasitat pel nemàtode Steinernema scapterisci i predat pel centcames Scolopocryptops sexspinosus. També s'han descrit altres espècies relacionades com el parasitoid dels ous Euphasiopteryx depleta. Exiteixen diverses espècies de virus que poden infectar aquest grill, així com d'altres microorganismes patògens.

## Genètica i Filogènia
El genoma de referència d'aquesta espècie té una mida de 929,2 Mb, un percentatge de GC del 38,5% i actualment es troba en estat de còntig gràcies a l'ús de la tecnologia de seqüenciació Illumina-Hi-Seq, concretament conté 709,385 còntigs mentre que el seu transcriptoma en té 45866. Codifica diverses proteïnes importants, entre les quals es troba HSP40, que regula el dimorfisme de les ales. Aquest també conté informació per a diverses vies metabòliques com són la biosíntesi d'antibiòtics i d'aminoacil ARNt, la glicòlisi i gluconeogènesi el metabolisme del piruvat, dels aminosucres, el de les purines i pirimidines, el d'aminoàcids com la cisteïna, la metionina, la glicina, la serina o la treonina on intervenen un gran nombre d'enzims.
El seu genoma mitocondrial té 16,423 pb i el conformen un conjunt de 37 sets de gens, 13 dels quals codifiquen per a proteïnes, 2 per ARN ribosòmic i 22 per ARN de transferència i una proteïna putativa en D-loop.
Dels gens codificants de proteïnes dins del genoma d'aquesta espècie alguns dels més rellevants són COII que codifica una citocrom c oxidasa i d'altres codificants d'altres components de la cadena de transport d'electrons com són ATP (ATP6, ATP8...) referents a les diferents subunitats de l'ATP sintetasa o la NADH deshidrogenasa, el gen D12Des que conté informació per una Acil-CoA desaturasa o diferents receptors com ara el receptor de l'hormona diürètica.
Una de les espècies més properes a aquesta dintre del gènere Acheta és Acheta rufopictus dintre de la família Gryllidae i de l'ordre Gryllinae trobem diferents gèneres emparentats amb aquest sent Gryllus el més proper i seguit per Gryllodes i Teleogryllus. Segons estudis realitzats amb la comparació dels gens mitocondrials que codifiquen proteïnes, s'han establert les famílies Grylloidea i Gryllotalpoidea com a superfamílies monofilètiques.

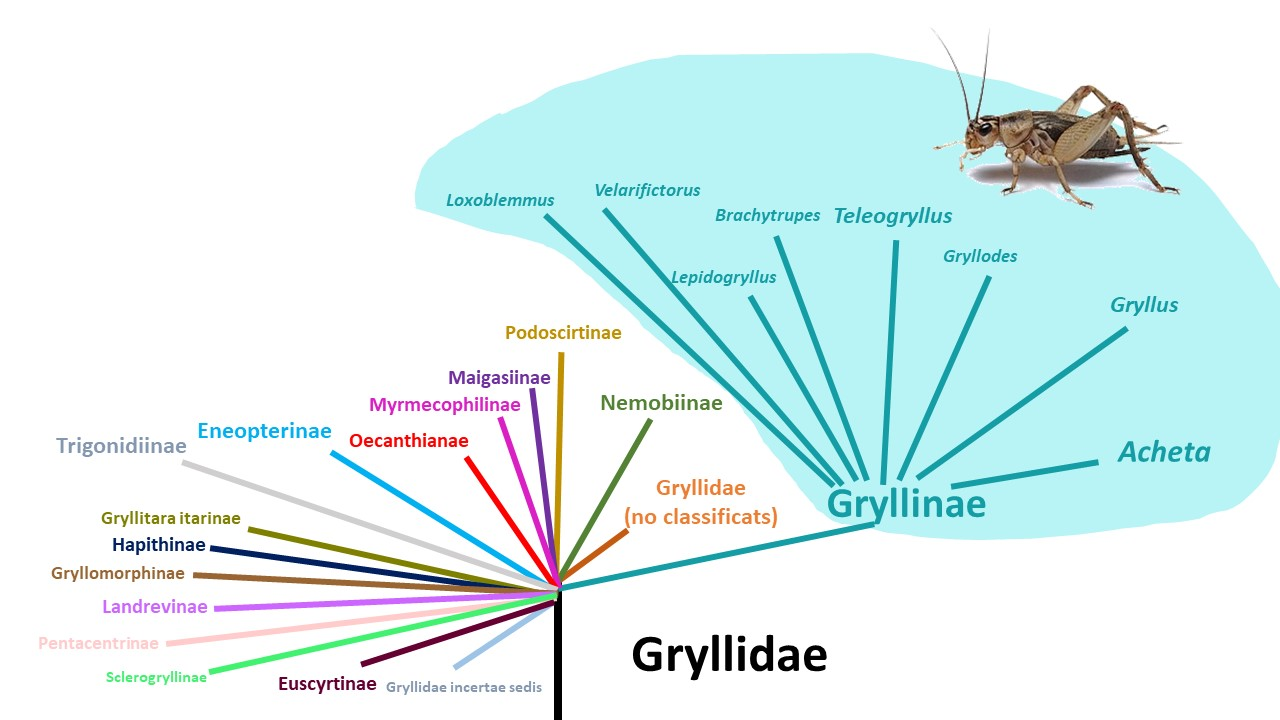
Arbre filogenètic que il·lustra la posició del gènere Acheta dins de la familia Gryllidae.

## USOS

### Alimentació i indústria
Degut al ràpid creixement de la població mundial s'ha incrementat la demanda en aliments, fet que implica la cerca de noves fonts alimentàries sostenibles. Els insectes comestibles suposen una alternativa davant d'aquesta problemàtica ja que aquests, en comparació amb el sector ramader, requereixen menys consum d'aliment, aigua, depenen menys del sòl que aquests i a més produeixen menys gasos d'efecte hivernacle, motiu el qual el seu consum contribueix a una millora pel medi ambient. A més com son animals de sang freda són molt eficients en la conversió d'altres aliments. Aquesta espècie ha estat molt valorada degut al seu perfil nutricional i el seu consum ha estat regulat recentment per la normativa referents a Nous aliments a nivell Europeu, així mateix en altres països com Tailàndia s'han establert granjes comercials per aquests insectes. La farina extreta a partir d'aquest grill s'ha emprat per a diferents elaboracions i productes gastronòmics. Altrament, s'ha estudiat l'ús d'aquest insecte per a la producció de farina d'au, amb la que es basen les dietes canines, sense mostrar resultats adversos. També s'ha emprat com a esquer de pesca i com a menjar per a rèptils. Addicionalment, s'ha considerat la possibilitat d'utilitzar aïllats de proteïnes de grills per crear menjars altament proteics amb una àmplia gamma d'usos, inclosa la impressió en 3D. A més s'ha estudiat emprar algunes proteïnes obtingudes a partir d'extractes d'aquest grill en el procés de gelació o de producció de les gelatines.

#### Propietats nutricionals
Aquesta espècie, junt amb Gryllus bimaculatus conté una gran quantitat de proteïna. És, per tant, dels insectes que més proteïna tenen. A més d'aquestes conté, tot i que en menor proporció, lípids, fibra i àcids grassos rics en omega 3 i en omega-6entre els quals destaquen l'àcid linoleic, l'oleic, el palmític i en un percentatge menor l'àcid esteàric, el mirístic i l'alfa-linolènic. Presenta, a més, gran quantitat de minerals o micronutrients, aminoàcids essencials i vitamines tant importants per als diferents processos i metabolisme cel·lular com la B2, la B₁₂ i l'àcid fòlic entre d'altres. A més, en aquesta espècie s'ha determinat la presència de compostos bioactius amb diverses propietats antibacterianes i antiinflamatòries, així com de fenols i diversos compostos antioxidants. Els compostos fenòlics d'A.domesticus impliquen que aquesta espècie d'insecte pugui tenir la capacitat per a segrestar i absorbir els compostos fenòlics directament de la dieta, desencadenant en beneficis potencials per a la salut quan aquests són consumits.
| Elements                                   | Contingut d'aquests |
| ------------------------------------------ | --- |
| Proteïnes                                  | 64,4-70,8% |
| Lípids                                     | 18,6-22,8% dels quals: 32,8% (àcids saturats), 33,5% (monoinsaturats) i 33,9% (poliinsaturats).                                                                       |
| Lípids                                     | linoleic (53%), oleic (24%), palmític (15%), estèaric (3%), mirístic (2%) i àcid linolènic (2%).                                                                      |
| Fibra                                      | 16,4-19,1% |
| Vitamines                                  | A, E, C i el complex de B (vitamines B2, B9 (o àcid fòlic) i B12). |
| compostos fenòlics                         | Àcid 4-hidroxibenzoic, àcid p-cumàric, àcid ferúlic i àcid siringic                                                                                                   |
| Aminoàcids (per gram de proteïna)          | 396,8 mg d'aminoàcids essencial (histidina, isoleucina, leucina, lisina, metionina, fenilalanina, treonina, triptòfan i valina). 412,8 mg d'aminoàcids no essencials. |
| Micronutrients principals (per cada 100 g) | Calci 132-210 mg Potassi 1126,6 mg Magnesi 109,42 mg Fòsfor 957,8 mg Sodi 435 mg Zinc 21,79 mg Ferro 11,23 mg Manganès 3,73 mg Coure 2,01 mg Seleni 0,06 mg           |

#### Consum

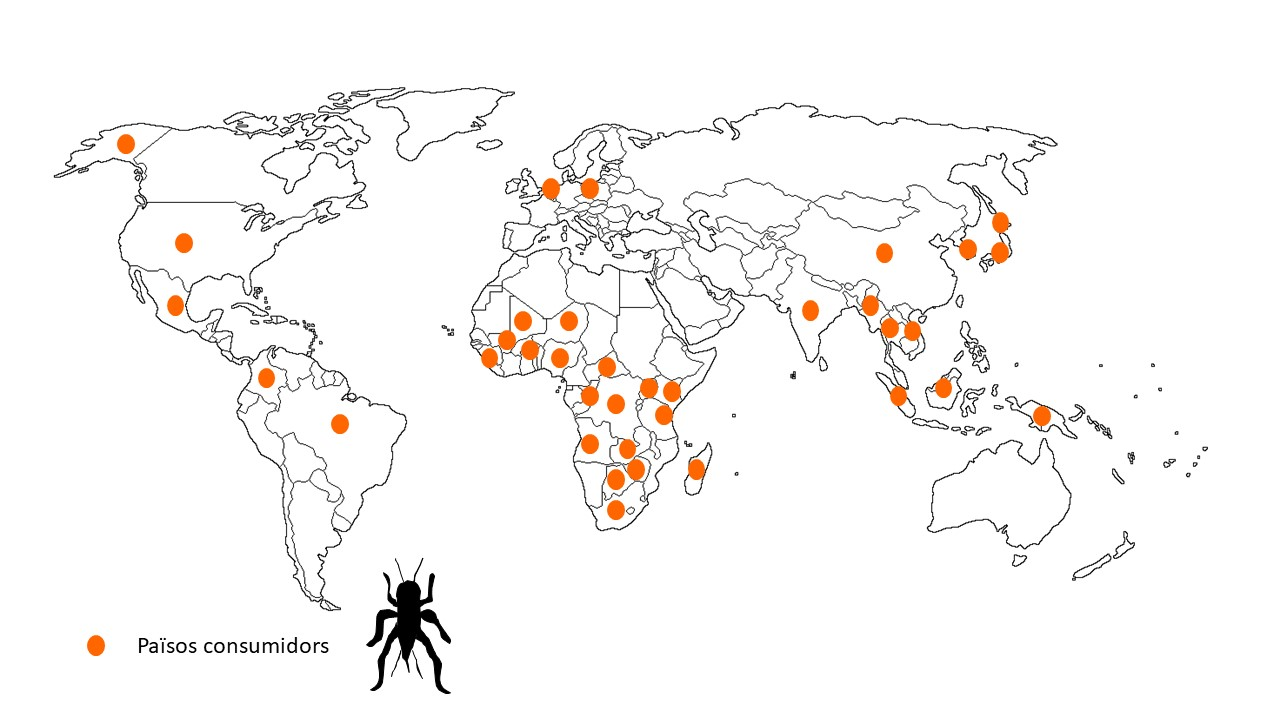
Localització dels diferents països consumidors de grills.

L'entomofàgia ha estat lligada a la dieta de l'ésser humà des d'abans inclús de la seva especiació. Molts animals consumeixen insectes, no obstant, el terme "entomofàgia" sol atribuir-se únicament als humans, ja que en altres animals es parla d'insectivorisme. Fins ara, les citacions més antigues que s'han pogut trobar de l'entomofàgia apareixen a la Bíblia, descrita en l'Antic Testament, tot i que les seves arrels són més antigues i s'ha associat a les societats agrícoles i ramaderes. Existeixen referències en el món clàssic, com ara el consum de cigales descrit per Aristòtil a la seva obra Historia Animalium, però no en l'edat mitjana. Avui dia és poc comú trobar aquest tipus de dieta en països desenvolupats, sobretot perquè continua sent un tabú en moltes regions del planeta.
Globalment es consumeixen més de 2.000 espècies d'insectes. El consum d’aquests animals s'ha donat en diverses circumstàncies, com són els períodes de fam, però també com a base de la dieta, i s'han emprat en rituals ancestrals i de medicina tradicional.
L'Organització de les Nacions Unides per a l'Agricultura i l'Alimentació (FAO) va estimar a l'any 2013 que existeixen més de 2000 milions de persones en el món que incorporen insectes en la seva dieta, principalment a l'Àsia, Àfrica i Amèrica.
La producció i comercialització d'insectes a Europa estan governades pel reglament 2015/ 2283 relatiu als Nous aliments. Aquesta normativa va ser arreglada el febrer de 2022 pel Reglament de Execució (UE) 2022/188 de la Comissió, que autoritza la comercialització del grill domèstic congelat, dissecat o en pols. Actualment, sota el reglament 2015/ 2283, existeixen tres espècies d’insectes autoritzades: Tenebrio molitor, Locusta migratoria i, recentment, Acheta domesticus.

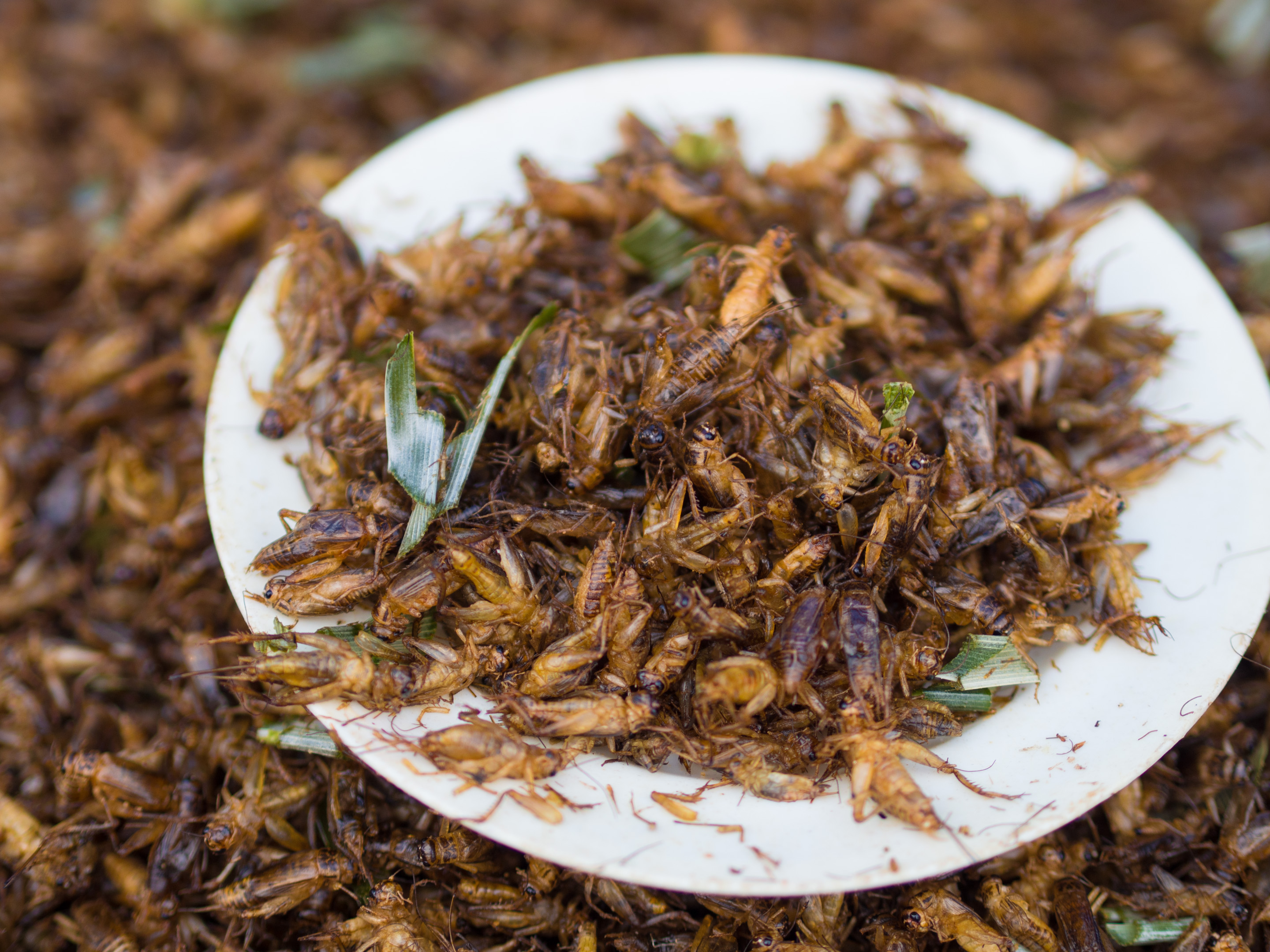
Grills domèstics fregits a Tailàndia

A Tailàndia es crien aquests grills per al consum humà, i són preferits a les espècies natives de grills per la seva textura i gust superior. Es mengen fregits i també es presenten comercialment en pols o en extracte de proteïna. A més,la farina obtinguda a partir d'aquest grill es pot emprar com a ingredient per a l'elaboració de batuts i magdalenes o com a substitutiu de la farina de blat en receptes de galetes i en l'elaboració del pa.
Encara que el producte principal de venda és el grill madur, se'n poden vendre també els seus ous. Els criadors venen els grills a través de compradors majoristes que proveeixen mercats, restaurants, consumidors locals i criadors de peixos. Les grans explotacions poden arribar a produir entre 1,5 i 2 tones de grills en cada collita.
El preu del grill augmenta a mesura que avança el procés. El preu en la venda a l'engròs per kg fresc va d'entre 80 i 100 THB, la qual cosa equival a 2,16 - 2,70 euros. Els majoristes els renten, bullen i envasen en paquets de 5 quilograms. Els paquets es venen per uns 120 -150 THB (3,24 - 4,06 euros) per quilo als mercats al detall. Els venedors ambulants que compren en els mercats minoristes venen els grills precuinats per 25-30 THB/100 grams, l'equivalent a 250-300 THB/quilogram (6,76 - 8,11 euros).

### Granges de grills

#### Instal·lacions
Avui dia hi ha granges comercials de grills en molts països, sent Tailàndia el dominant, i sent aquesta l'espècie de major producció a gran escala. Per aquestes raons, la FAO estableix una guia de bones pràctiques. Aquestes consideren diversos aspectes com ara la localització i distribució d'aquestes granges. Les explotacions comercials grans de grills s'han de situar lluny de zones urbanes, mentre que les més petites sí que podrien estar situades més prop d'aquestes. És important mantenir totes les granges de grills allunyades de llocs amb possible contaminació per plaguicides, de llocs industrials on pugui contaminar-se l'aigua o l'aire i de zones inundades amb freqüència.
Els corrals són de forma rectangular, amb entre 1-3 metres d'ample i 2.4-5 metres de longitud, amb els costats de 0.6 metres d'alçada. Les instal·lacions per a la cria necessiten un sostre que els protegeixi de la pluja i el sol, podent adaptar la temperatura dins de la nau i parets que permetin que circuli l'aire per a aconseguir una bona ventilació. La instal·lació de finestres i persianes ajuda a regular la temperatura i el flux de l'aire. Cada nau de cria compta amb termòmetres, que controlen que la temperatura oscil·li els 30 °C, i instruments de mesura d'humitat relativa, perquè aquesta estigui entre el 40-70%. Algunes de les mesures que ajudarien a mantenir aquestes condicions podrien ser la instal·lació de ventiladors en el sostre o parets que mantinguin l'aire en moviment i refredin la instal·lació, o aspersors generadors de boira refrescant.
Abans del muntatge de la granja, cal preparar el sòl d'una manera especial. Ha d'estar net i sec durant tota la criança, per la qual cosa el sòl acostuma a cobrir-se amb fileres de bambú, amb pals de fusta o tubs de PVC. Amb aquests pals s'eleven les safates d'ous perquè no estiguin en contacte directe amb el sòl de formigó i es mantinguin així els cartons d'ous secs i exposats al corrent de l'aire.
Per a mantenir la granja aïllada de plagues i de situacions de contaminació, el sòl hauria de ser de formigó i la instal·lació hauria de comptar amb un fossat ple d'aigua amb 5-10 cm de profunditat. El formigó emmagatzema i irradia calor, per la qual cosa si els corrals no estan a l'ombra amb una estructura ensostrada i amb moviment d'aire, pot produir-se l'aparició de nombroses malalties que acabi amb els individus de la granja.
Els grills solen evitar l'exposició buscant amagatalls dins del corral. Això els proporciona seguretat i comoditat en el creixement i en la muda (període en el qual canvien l'exoesquelet). Acheta domesticus troba com a amagatall ideal els cartons d'ous comercials apilats, amb espais lliures per a poder moure's amb facilitat. Es col·loquen per tota la dimensió del corral, deixant espais per als dispensadors d'aigua i menjar.
A les granges de grills, els contenidors d'aigua compten amb esponges o estores de tela per a evitar així la mort dels grills joves per ofegament. Aquestes esponges i estores han de netejar-se regularment perquè la seva funció continuï sent eficaç. En els corrals de grandària petita, comptem aproximadament amb un dispensador d'aigua per metre quadrat de corral; mentre que en els més grans, els dispensadors es distribueixen al llarg de tota la instal·lació.
Els tipus de contenidors d'aigua de les granges de grills són similars als de les granges destinades a la cria d'ocells, però amb algunes adaptacions. Altres mètodes de subministrament d'aigua podrien ser l'emmagatzematge amb tubs de PVC amb extrems segellats o la rosada dels vegetals que s'usen com a aliments complementaris per a aquests grills. En el cas dels tubs de PVC, la canonada posseeix una ranura amb una “metxa” de tela que raciona l'aigua adaptant-se a les necessitats del grill. És important mantenir les teles netes per a eliminar els microorganismes contaminants.
L'aliment per als grills es col·loca en plats de plàstic o safates. La superfície de les safates ha de permetre que els grills puguin caminar-hi pel damunt, per la qual cosa solen ser rugoses. Tot l'aliment ha de conservar-se protegit de possibles contaminants, en llocs nets i sense humitat. Per a evitar ambients humits, el pinso es col·loca a una determinada altura facilitant el moviment de l'aire i, per tant, evitant l'exposició a la humitat. Una distribució en forma de prestatgeria o de bastidor compliria totes aquestes característiques i seria molt útil. A més, en corrals amb estructura oberta, seria crucial cobrir la part superior amb una espècie de malla que eviti possibles plagues i depredadors. També seria útil per a prevenir que els grills s'escapin volant del corral.
Normalment, en les granges de grills noves es necessita comprar ous de grill a altres criadors per a poder començar així aquest procés. És important que es registri l'origen dels ous comprats per a futurs anàlisis de generacions criades o brots de malalties que puguin sofrir els grills.
És especialment rellevant, amb el pas del temps, que a l'hora de pondre els ous les femelles estiguin proveïdes d'un medi amb las mateixes característiques que l'hàbitat natural. Per intentar imitar les propietats del sòl, es faran servir bols amb closques d'arròs cremades i sorra. La producció d'ous varia entre les diferents espècies, tanmateix una sola femella durant dues semanes pot posar contínuament entre 1100-2400 ous.

#### Recol·lecció i processament
Amb relació a la incubació dels ous de grill, podem apilar els recipients o cobrir-los amb bosses de plàstic o de materials diferents per tal d'augmentar-ne la temperatura. Es podria, fins i tot, introduir una bombeta elèctrica per a generar calor. Aquests contenidors on es troben han de ser prou grans (de 80 a 100 cm) per evitar que saltin fora, llisos per facilitar la neteja i proporcionar el suficient espai per tal que els insectes es puguin moure. Després que els ous hagin fet eclosió (una o dues setmanes després de la posada d'aquests), les cubetes es poden moure a les instal·lacions per a la cria. Hi ha descrits dos tipus principals de sistemes :els de gàbies i el de contenidors de plàstic i gàbies de Perspex.
Tant el processament dels grills com l'envasat, han de tenir lloc fora de les instal·lacions de cria d'aquests, en una localització separada o en un altre edifici de la granja. En el procés de manipulació i processament els grills, es renten amb aigua neta sense afegir-los-hi cap substància. Es bullen en aigua neta, es tornen a rentar i s'envasen en bosses de plàstic que després es pesen i que posteriorment són emmagatzemades en fred, en neveres o refrigeradors. Poden estar un any emmagatzemats a temperatures de -18 Cº a -20 Cº, tot i que habitualment es processen ràpidament per exemple es poden deshidratar i moldre amb aparells com ara el disc d'ABC Hansen  per obtenir farina de grill que servirà per elaborar productes per al consum posterior i normalment es bullen prèviament a aquest.

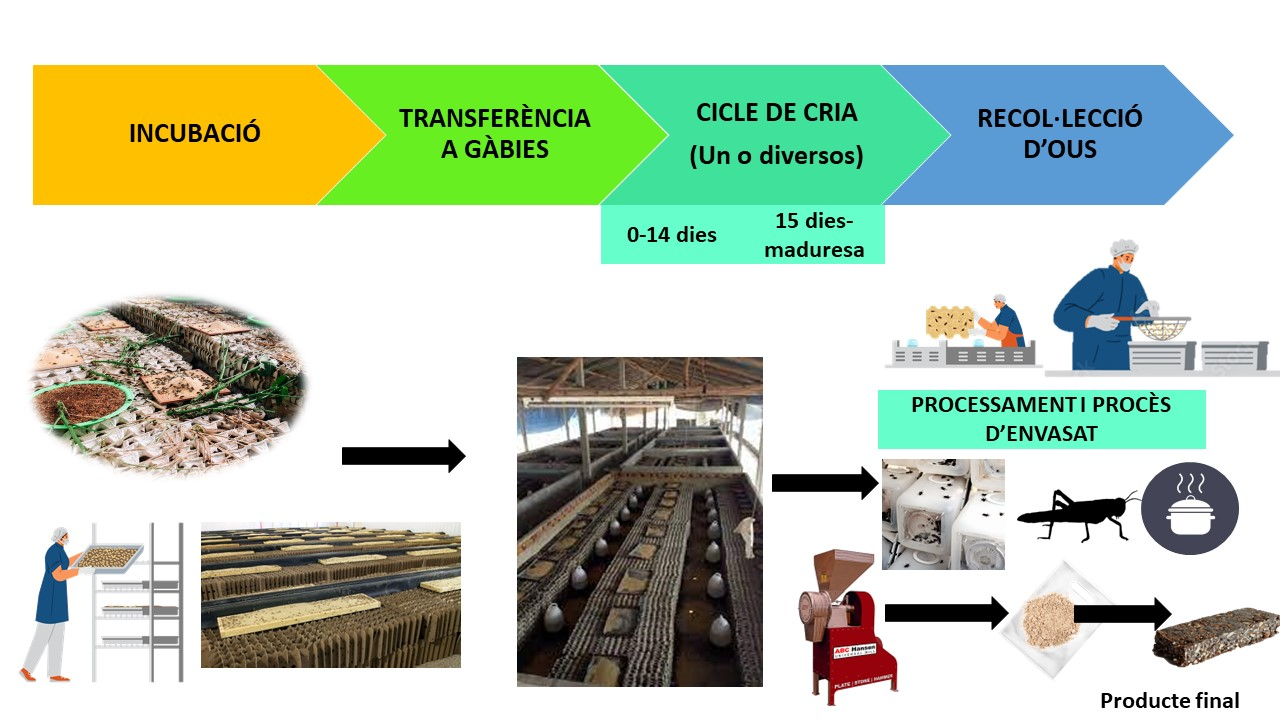
Esquema dels passos principals en el processament i la distribució que tenen lloc en les granges de grills fins a l'obtenció del producte final més o menys processat.

#### Etapes clau del procés productiu i Anàlisi de Perills i Punts de Control Crítics (APPCC)
En el processament del grill s'aplica un tractament tèrmic com pot ser l'escaldat per vapor (a pressió atmosfèrica i entre 89 i 99 °C) per tal de preservar al màxim les característiques organolèptiques d’aquest i disminuir la càrrega microbiana o també la pasteurització. Aquesta no seria gaire efectiva per als bacteris esporulats, per tant en aquests casos s'hauria d’aplicar un tractament a elevada pressió o una refrigeració posterior.
Un altre pas imprescindible és la dessecació o deshidratació per microones, això farà reduir l'activitat de l'aigua i,per tant, evitarà la proliferació microbiana. També caldrà eliminar les ales i les potes per la gran presència de quitina en aquestes parts mitjançant un aparell anomenat Trommel. La qualitat i seguretat del producte resultant obtingut a partir del processament dels grills depèn de la seva cria, de la collita i del transport. Diversos factors poden influenciar en la dieta del grill domèstic com ara els farratges. Com en la resta de processos que es donen a la cadena alimentària i seguint el que aplica el Codex Alimentarius “aplicar el sistema d'APPCC a qualsevol sector de la cadena alimentària, és necessari que el sector compti amb programes, com a bones pràctiques d'higiene, conformes als Principis Generals d'Higiene dels Aliments del Codex, els Codis de Pràctiques del Codex pertinents, i requisits apropiats en matèria d'innocuïtat dels aliments” (Codex Alimentarius Comission (CAC), 2003)”. Tanmateix, fins a la data no s'ha descrit una metodologia per a l’aplicació dels punts de control quan es tracta d’un nou aliment, tot i que per la seva validació i autorització s'ha hagut de realitzar una anàlisi conforme a aquest. Cada lot del producte està vinculat amb una sèrie de dades com són les de les matèries primeres, ingredients, materials auxiliars, subministraments, resultats de la vigilància i verificació del Pla APPCC, informes analítics, control, costos … aquestes s'emmagatzemen en una base de dades. Una de les tecnologies que ha desenvolupat la GCC (Global Cricket Corporation) durant els últims anys ha estat loT que permet conèixer i controlar qualsevol paràmetre extrínsec i intrínsec en les instal·lacions de les granges de grills.

#### Patògens que afecten el grill domèstic durant el seu processament
En l'escala de producció aquest grill es pot veure afectat per diversos patògens, aquests poden ser virus, com Densovirus (AdDV). S'han donat diversos casos d'aquest a les instal·lacions encarregades del processament d'insectes sobretot a Europa i a Amèrica del Nord. Els simptomes que produeix són la liqüació dels teixits interns, la paràlisi de les potes posteriors, lentitud i inflamació, tot i que aquesta no és sempre perceptible. S'han identificat altres virus, entre els quals es troben el Volvovirus (AdVVV), l'Iflavirus (AdIV), el virus d'Acheta domesticus (AdV) i el Virus de la paràlisi del grill (CrPV). Aquest últim té un gran rang d'hostes, s'associa amb paràlisi i mort en aquest grill i té diferents mecanismes de patogènia i estratègies per evadir-se de l'hoste com ara l'escapament ribosomal  junt amb l'Iridovirus i el Densovirus ha causat grans brots No obstant això, aquests grills poden trobar-se parasitats per altres grups de patògens, com els bacteris, els fongs i els àcars.

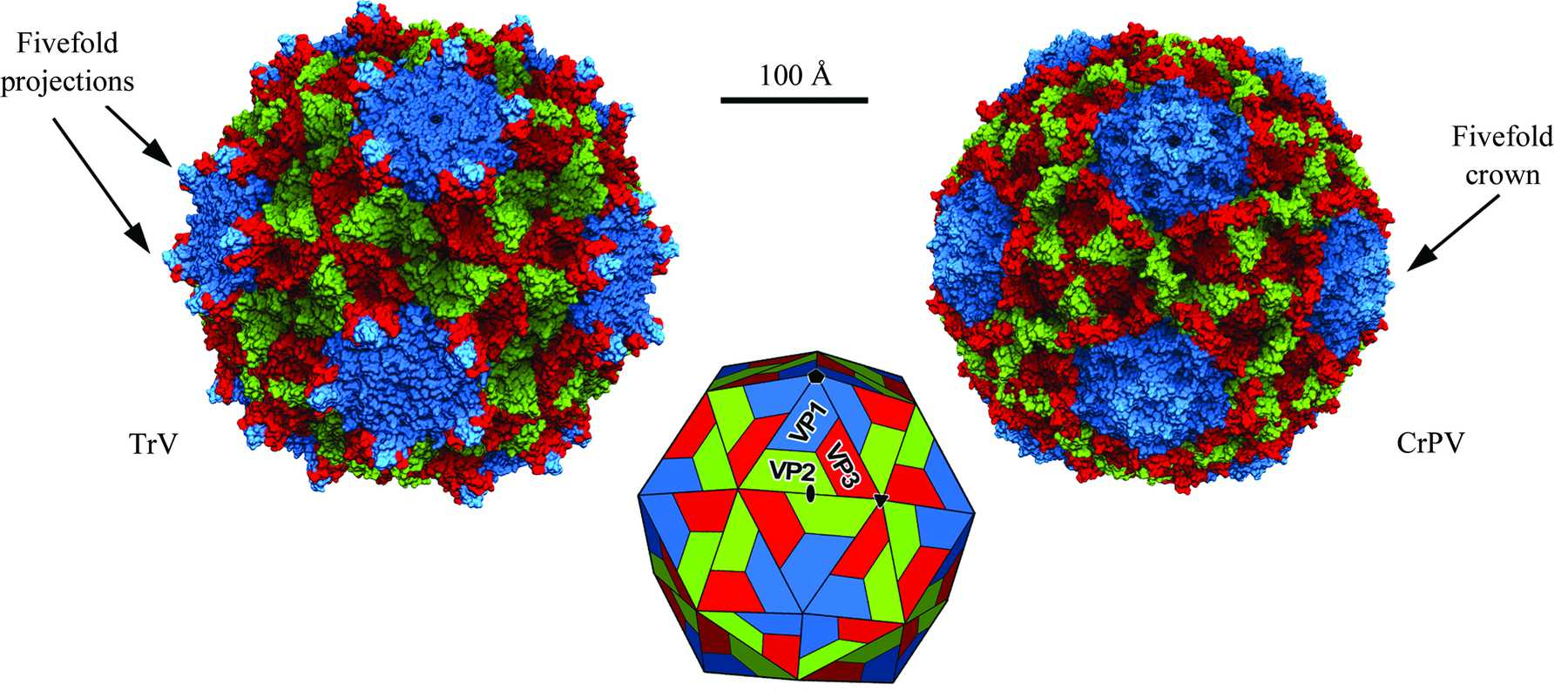
Imatge que mostra l'estructura de la càpside i glicoproteïnes del virus de la paràlisi del grill (a la dreta).

#### Mesures de control de malalties i plagues
Les malalties i plagues en granges d'insectes són inevitables i moltes no arriben a detectar-se fins que no hi ha infectada gran part de la colònia. Per per aquest motiu, es precisa d'inspeccions exhaustives i bones condicions higièniques de la maquinària implicada en el procés, en alguns casos pot arribar a ser necessari iniciar-ho de nou, l'IPIFF (International Platform of Insects for Food and Feed) aporta una guia bones pràctiques en la producció d'insectes i el processament de productes derivats. L'efectivitat d'aquestes mesures varia en funció del sistema de producció, la biologia de cada espècie d'insecte, els patògens presents en cada granja i la legislació del país o la regió on aquesta es trobi situada, entre d'altres. Els diagnòstics han d'estar corroborats per experts, aquests són habitualment més complicats quan es tracta d'infeccions silencioses i/o cròniques.
Generalment, es recomana, com a mesura per a una correcta praxi, la incorporació d'agents desinfectants a la cadena de producció, sempre que el seu ús en la indústria alimentària sigui lícit. Els instruments implicats en el procés hauran de ser constantment netejats i desinfectats. L'alimentació dels insectes ha d'estar vigilada, i els aliments s'han de tractar i emmagatzemar sota les condicions requerides en cada cas. En el cas dels aliments frescs, aquests han d'administrar-se de manera regular, evitant l'aparició de floridures. Aquests fongs poden aparèixer també a l'aigua, de mode que és indispensable comptar amb sistemes que proporcionin aigua neta i apta per al consum per part dels insectes. Els excrements dels insectes han de sotmetre's a tractament previ a la seva eliminació, per escalfament o fermentació. En últim lloc, si el sistema de cria de la planta en qüestió ho permet, és aconsellable comptar amb un bon equip de filtració de l'aire.

### Riscs per a la salut
S'han descrit diversos riscs associats al consum d'aquest grill. Abans que fos aprovat l'aliment per la legislació del Reglament de Execució (UE) 2022/188 de la Comissió la seva comercialització, va generar certa controvèrsia pel fet que el seu consum havia estat relacionat amb casos d'anafilaxi. Segons la EFSA (European Food Safety Authority), en termes referents al consum d'insectes, és important l'estudi de la microbiota associada a aquests, així com la que es pot introduir en qualsevol etapa del processament de l'aliment, ja que pot comportar un risc microbiològic. A través de l'ús de tècniques de seqüenciació de nova generació (Next-Generation Sequencing) s'han pogut caracteritzar les comunitats bacterianes presents en el grill domèstic sent Porphyromonadaceae, Bacteroidaceae i Rikenellaceae les famílies més freqüents. Alguns dels riscs són la presència de bacteris esporulats després del procés tèrmic o l'alt recompte de bacteris aerobis. Segons diferents autors i les diferents autoritats de seguretat alimentària, s'estableix un criteri de {\displaystyle 5\times 10^{5}}ufc/ g el recompte d’anaerobis totals en la carn picada, mentre que en els grills emprats com a matèries primeres és de {\displaystyle 8,9\times 10^{7}} ufc/ g. Una càrrega microbiana del grill domèstic elevada es pot solucionar amb l'aplicació dels mètodes ja parlats en l'apartat de producció i distribució. No obstant això, no s'ha trobat cap dels bacteris patògens que solen ser més freqüents en els aliments, com ara Listeria monocytogenes, i en altres casos com Escherichia coli o Salmonel·la s'han trobat rarament.
Una altra problemàtica és l'acumulació de metalls pesants com el cadmi o els efectes inflamatoris associats a la quitina i les possibles reaccions al·lèrgiques derivades del consum dels grills, tot i que en aquests casos venen donades freqüentment per casos de reactivitat creuada amb altres artròpodes. Concretament s'han identificat, a través de la tècnica immunoblot, 46 proteïnes homòlogues a les d'artròpodes en aquesta espècie que poden produir aquest fenomen. Altres exemples descrits, també anomenats pan-alèrgens, són la tropomiosina, l'alfa actina, l'arginina quinasa, la enolasa, la fructosa 1,6-bisfosfat aldolasa i la gliceraldehid-3-fosfat deshidrogenasa. També cal destacar la presència de micotoxines, com les aflatoxines, el desoxinivalenol, l'ocratoxina A i dioxines i bifenils policlorats (PBC), entre d'altres substàncies tòxiques. Les especificacions, és a dir, els requisits tant màxims com mínims permesos respecte la quantitat d'una determinada substància que ha de complir la matèria primera per tal de garantir la seguretat alimentària, ja sigui pel que fa a metalls, com a toxines com a espècies bacterianes i altres elements, en aquest cas estan establerts per la EFSA (del anglès, Autoritat Europea de Seguretat Alimentària).
D'altra banda, s'associen també intoxicacions agudes al consum de grills que contenen glicòsids cianogènics, fet que comporta un retard en el creixement i danys al sistema nerviós central (SNC).
| Paràmetre        | element i unitats | Especificació                                      |
| ---------------- | --- | -------------------------------------------------- |
| Micotoxines      | Aflatoxines (B1, B2, G1, G2) μg/ kg Desoxinivalenol μg/ kg Ocratoxina A μg/ kg | ≤ 0,4 ≤ 10 ≤ 0,5                                   |
| Metalls pesants  | Plom mg/kg Cadmi mg/ kg | ≤ 0,1 ≤ 0,025                                      |
| Dioxines i PBCs  | pg/ g de greix | ≤1,25                                              |
| Microbiològiques | Recompte d'aerobis totals (TAMC) ufc/g Recompte total de llevats i floridures (TYMC) ufc/g Enterobacteriaceae (pressumptius) ufc/g Escherichia coli ufc/g Listeria monocytogenes en 25 g Salmonella spp en 25 g Bacillus cereus (pressumptiu) ufc/g Estafilococs coagulasa positius ufc/g | <{\displaystyle 10^{5}} ≤100 ≤ 50 No detectat ≤100 |

### Altres usos
Els greixos extrets d'aquesta espècie de grill, tal com succeeix en d'altres espècies com Hermetia illucens i la Locusta migratoria, s'utilitzen per a la fabricació d'olis emprats en la industria cosmètica. Un dels mètodes d'extracció d'aquests lípids es produeix a partir de l'ús de solvents orgànics com ara l'etanol. Aquesta espècie presenta, com ja s'ha esmentat, un elevat contingut d'àcids grassos saturats i insaturats que es poden comparar amb els presents en l'oli de nous de macadàmia. A més àcids com el linoleic i el linolènic redueixen la deshidratació de l'epidermis i poden regenerar-la.
El grill domèstic té també aplicació en medicina. en alguns països s'ha usat el grill domèstic per les seves propietats terapèutiques. Per exemple, s'ha emprat per al tractament de la sordesa a Burkina Faso, o a l'Amèrica Llatina per la sarna, l'asma, l'èczema, la litiasi, el dolor d'oïda, l'oligúria, el reumatisme, la retenció d'orina, la incontinència urinària i problemes oftalmològics.
Els insectes són excel·lents models per a caracteritzar la resposta immunitària als patògens, ja que no es troben sota les influències de la immunitat adaptativa com els vertebrats.
En el futur aquesta espècie podria tenir també aplicació industrial per a obtenir-ne quitina i per a la producció industrial de quitosan.